# Psychodelikatesy
Psychodelikatesy – album zespołu Porter Band, nagrany w krakowskim Studiu Kopiec w 2002. Wydany w 2007 przez wytwórnię Metal Mind Productions.

## Lista utworów
1. "Cataract" (J. Porter) – 4:43
2. "Drive Me" (J. Porter) – 2:41
3. "For You" (J. Porter) – 3:56
4. "Who's Fooling You?" (J. Porter) – 4:01
5. "Memphis (THe Journey to)" (J. Porter) – 4:48
6. "Hamburger Man" (J. Porter) – 5:11
7. "She's a Shaker" (J. Porter) – 3:59
8. "Hate, Love, War..." (J. Porter) – 3:32
9. "Missing a Friend" (J. Porter) – 3:50
10. "A Story (Your Fire)" (J. Porter) – 4:01
11. "A Sexual Situation" (J. Porter) – 3:30
12. "Let Your Passion..." (J. Porter) – 3:53
13. "Valentina (Radio Edit)" (J. Porter) – 2:28

## Skład
- John Porter – śpiew, gitara, gitara akustyczna
- Krzysztof Zawadka – gitara
- Krzysztof Najman – gitara basowa
- Piotr "Posejdon" Pawłowski – perkusja

Gościnnie
- Anita Lipnicka – śpiew ("For You")

Realizacja
- Piotr Witkowski – realizacja, miksowanie i mastering
- Piotr Krasny – realizacja, miksowanie i mastering